# کاپریولو
کاپریولو (به ایتالیایی: Capriolo) یک منطقهٔ مسکونی در ایتالیا است که در استان برشا واقع شده‌است.

## خصوصیات
کاپریولو ۱۶ کیلومترمربع مساحت و ۹٬۳۷۱ نفر جمعیت دارد.